# کاکل‌فری رخ‌برهنه
کاکل‌فری رخ‌برهنه (نام علمی: Crax fasciolata) نام یک گونه از زیرخانواده کاکل‌فریان است.